# Deutsche Schule Guadalajara
Die Deutsche Schule Guadalajara ist eine  Deutsche Auslandsschule in der mexikanischen Stadt Guadalajara. Sie wird als eine von weltweit 136 Auslandsschulen mit Mitteln des Auswärtigen Amtes und durch das Bundesverwaltungsamt (Zentralstelle für das Auslandsschulwesen) personell und finanziell gefördert.
Heute stehen auf einem 110.000 Quadratmeter großen schuleigenen Grundstück zehn Kilometer außerhalb des Stadtzentrums von Guadalajara der Kindergarten, fünf neue Schulgebäude mit modernen Laboreinrichtungen, zwei Lehrerzimmer mit Lehrmittelraum, ein Auditorium, eine Schülerbibliothek, ein großer Versammlungs- bzw. Schulungsraum, ein multifunktionales Spielfeld, eine überdachte Sporthalle sowie Volley- und Basketballplätzen und eine Cafeteria.
Es ist Ziel und Auftrag der Schule, allen Schülern eine bikulturelle und trilinguale Ausbildung zukommen zu lassen. Deutsch und Spanisch, mexikanische bzw. amerikanische Geschichte, Kultur und Traditionen stehen gleichberechtigt neben den thematisierten deutschen bzw. europäischen Lebensformen.
Dieses in der Provinz Jalisco einzigartige Schulprofil wird auch an den Abschlüssen der Schule deutlich. Neben dem mexikanischen Bachillerato, dem Deutschen Sprachdiplom der Kultusministerkonferenz wird auch das Gemischtsprachige „International Baccalaureate“ angeboten.
Wegen der geographischen Nähe und den engen wirtschaftlichen und politischen Verbindungen zu den Vereinigten Staaten Amerikas bildet die englische Sprache eine wichtige Ergänzung.
Die Schule ist eine der dreizehn Deutschen Auslandsschulen, die seit dem Schuljahr 2003 / 2004 am Projekt „Gemischtsprachiges International Baccalaureate“ (IB) teilnehmen. Innerhalb dieses zweijährigen Studienganges werden die Fächer Deutsch, Biologie und Geschichte (in deutscher Sprache) sowie Spanisch, Englisch und Mathematik unterrichtet.
Hier können Schüler mit der mexikanischen Hochschulreife, den Sprachdiplomen I und II, dem „Cambridge First Certificate“, dem „Certificate in Advanced English“ und seit dem Schuljahr 2003/04 mit dem „Gemischtsprachigen International Baccalaureate“ abschließen. Zu Beginn des Schuljahres 1989/90 übernahm erstmals ein aus Deutschland vermittelter Schulleiter die Gesamtleitung.
Zurzeit unterrichten an der DS Guadalajara in Kindergarten und Schule 42 fremdsprachige Ortslehrkräfte, 24 deutschsprachige Lehrkräfte, sowie sechs vermittelte Lehrkräfte. Im Schuljahr 2013/2014 zählte die Schule insgesamt 1102 Schüler, von denen 43 deutschsprachig sind. Die Grundschule wird von 438 Kindern besucht, in der „Secundaria“ (7. bis 9. Klasse) sind 158 Schüler und in der „Preparatoria“ (10. bis 12. Klasse) 87. Im Kindergarten sind 188 Kinder eingeschrieben.

## Geschichte
Eine Schule war bereits 1917 in Guadalajara als Außenstelle der Humboldt-Schule gegründet worden. Sie umfasste in ihren besten Zeiten Kindergarten und Grundschule und zählte 120 Schüler, die von zwölf Lehrern unterrichtet wurden. Der Kriegseintritt Mexikos 1942 bedeutete das Ende dieser ersten Deutschen Schule in Guadalajara.
1979 wurde die Schule unter völlige Einbindung in das mexikanische Bildungssystem neu gegründet. Die deutsche Sprache wurde lediglich als Fremdsprache neben dem offiziellen mexikanischen Lehrprogramm unterrichtet. Von Beginn an wurde die Schule zu 98 Prozent von spanischsprachigen Schülern besucht. Am Anfang diente eine angemietete Privatvilla mit Schwimmbad als Schulhaus.